# Kurt Bösch
Kurt Bösch (* 9. Juli 1907 in Augsburg; † 15. Juli 2000 ebenda) war ein Unternehmer, Bibliophiler, Sammler und Mäzen.

## Leben
Als Sohn eines Schweizer Architekten ging er mit der Familie nach dem Ersten Weltkrieg zurück in die Schweiz. Bösch wurde nach seinem Wehrdienst in Sion (Wallis) in Zürich erfolgreicher Großkaufmann im Importwesen.
1952 übernahm er den alleinigen Vorsitz der Augsburger Firma Alpine AG, die er zu einem weltweit tätigen Unternehmen mit außergewöhnlichem sozialem Engagement ausbaute.
1986 gründete er die Kurt-Bösch-Stiftung, mit der er laut Satzung zur „Pflege der Wissenschaft an der Universität Augsburg in Forschung, Lehre und Studium, insbesondere durch die Förderung der internationalen Beziehungen der Universität“ beitragen wollte. Diese internationale Komponente ist vor allem auf den Kanton Wallis bezogen, wo Bösch der Universität Augsburg zwei Gebäude für Seminarzwecke stiftete; in den Worten von Sabine Doering-Manteuffel mit dem Leitgedanken, „dass hochqualitative Ausbildung mehr zu sein habe als bloße Wissensmehrung, dass sie vor allem Bildung sei, die durch gemeinsames Leben und Arbeiten in der Gemeinschaft entstehe“.

## Ehrungen
Seit 1989 war Bösch Ehrensenator der Universität Augsburg. Für sein gesellschaftliches Engagement wurde Bösch 1990 mit dem Bayerischen Verdienstorden und am 7. Oktober 1998 mit dem Bundesverdienstkreuz 1. Klasse ausgezeichnet. Ihm zu Ehren wurde in Augsburg die Straße zur WWK-Arena nach ihm benannt.

## Buchliebhaber
Als Sammler und Kenner alter Drucke richtete er sich eine eigene Offizin ein. Er war befreundet mit dem Antiquar Heribert Tenschert.